# Bol d'Or (wielrennen)

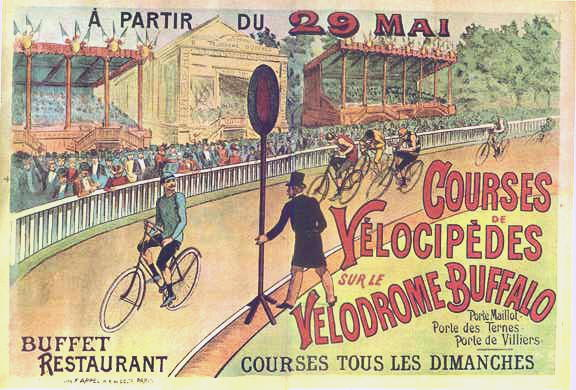
De aankondiging van de opening van het Velodroom Buffalo in 1893.

De Bol d'Or was een wielerwedstrijd op de baan, die jaarlijks tussen 1894 en 1950 werd gehouden op verschillende banen in Frankrijk. Het was een 24-uursuithoudingsrace voor wielrenners met gangmakers en is gewonnen door veel gerenommeerde wielerkampioenen.
De race werd in het leven geroepen door de Fransman Decam en gesponsord door Chocolate Meunier. In 1894 werd de eerste editie verreden op de Velodroom Buffalo in Parijs. In de eerste jaren waren de gangmakers tandems of triplets. In 1899 werden als proef elektrische tandems ingezet en pas in 1950, het laatste jaar dat de race werd gehouden, werden voor het eerst derny's gebruikt.
De naam van de race verwijst naar de prijs die de winnaar in ontvangst kon nemen, een vergulde bronzen beker of schaal.
Winnaars waren onder anderen de Fransen Constant Huret (4x) en Léon Georget (9x), de Zwitser Oscar Egg en de Italiaan Fiorenzo Magni. Ook was er een Belgische winnaar, Arthur Vanderstuyft, en een Nederlandse winnaar, Mathieu Cordang.

## Winnaars
| Jaar | Winnaar             | Land | Afstand (km) | Methode                      | Baan                       |
| ---- | ------------------- | ---- | ------------ | ---------------------------- | -------------------------- |
| 1894 | Constant Huret      | FRA  | 736,946      | gangmaker tandem             | Vélodrome Buffalo          |
| 1895 | Constant Huret      | FRA  | 829,498      | gangmaker tandem             | Vélodrome Buffalo          |
| 1896 | Gaston Rivierre     | FRA  | 859,120      | gangmaker tandem             | Vélodrome Buffalo          |
| 1897 | Lucien Stein        | FRA  | 764,826      | gangmaker tandem             | Vélodrome Buffalo          |
| 1898 | Constant Huret      | FRA  | 852,468      | gangmaker triplet            | Vélodrome Roubaix          |
| 1899 | Albert Walters      | GBR  | 1020,977     | gangmaker elektrische tandem | Vélodrome Parc des Princes |
| 1900 | Mathieu Cordang     | NED  | 956,775      | gangmaker triplet            | Vélodrome de Vincennes     |
| 1902 | Constant Huret      | FRA  | 779,488      | gangmaker tandem             | Vélodrome Buffalo          |
| 1903 | Léon Georget        | FRA  | 847,803      | gangmaker tandem             | Vélodrome Buffalo          |
| 1904 | Lucien Petit-Breton | FRA  | 852,0        | gangmaker tandem             | Vélodrome Buffalo          |
| 1905 | Arthur Vanderstuyft | BEL  | 943,666      | gangmaker tandem             | Vélodrome d'Hiver          |
| 1906 | René Pottier        | FRA  | 925,290      | gangmaker tandem             | Vélodrome Buffalo          |
| 1907 | Léon Georget        | FRA  | 904,420      | gangmaker tandem             | Vélodrome Buffalo          |
| 1908 | Léon Georget        | FRA  | 973,666      | gangmaker tandem             | Vélodrome d'Hiver          |
| 1909 | Léon Georget        | FRA  | 845,7        | gangmaker tandem             | Vélodrome Buffalo          |
| 1910 | Léon Georget        | FRA  | 923,3        | gangmaker tandem             | Vélodrome Buffalo          |
| 1911 | Léon Georget        | FRA  | 915,160      | gangmaker tandem             | Vélodrome Buffalo          |
| 1912 | Léon Georget        | FRA  | 951,750      | gangmaker tandem             | Vélodrome d'Hiver          |
| 1913 | Léon Georget        | FRA  | 909,984      | gangmaker tandem             | Vélodrome d'Hiver          |
| 1919 | Léon Georget        | FRA  | 924,680      | gangmaker tandem             | Vélodrome d'Hiver          |
| 1924 | Oscar Egg           | SUI  | 936,325      | gangmaker tandem             | Vélodrome Buffalo          |
| 1925 | Honoré Barthélémy   | FRA  | 1035,114     | gangmaker tandem             | Vélodrome Bordeaux         |
| 1927 | Honoré Barthélémy   | FRA  | 924,5        | gangmaker tandem             | Vélodrome Buffalo          |
| 1928 | Hubert Opperman     | AUS  | 950,060      | gangmaker tandem             | Vélodrome Buffalo          |
| 1950 | Fiorenzo Magni      | ITA  | 867,609      | gangmaker derny              | Vélodrome d'Hiver          |